# Sonia Nassery Cole
Sonia Nassery Cole é uma activista, directora, escritora e produtora nascida no Afeganistão e com dupla nacionalidade, afegã e norte-americana.

## Juventude
Cole nasceu no Afeganistão, filha de um diplomata Afegão, na cidade de Cabul. Ela conseguiu um emprego na Organização das Nações Unidas. Sobre a União Soviética, ela escreveu para Ronald Reagan para ajudar o seu país; ele concordou em conhecê-la e aceitá-la para a elite anti-soviética, e aos 19 anos de idade, ela organizou uma angariação de fundos com Ronald Reagan. Ela foi casada por 21 anos com o magnata da área imobiliária Christopher H. Cole.

## Trabalho humanitário no Afeganistão
Em 2001, Cole voltou para o Afeganistão e estabeleceu a Fundação Mundial Afegã em 2002, que arrecadou fundos utilizados para diversas necessidades, tais como a construção de um hospital para mulheres e crianças em Cabul, cuidados médicos às vítimas de minas terrestres, entre outras causas. Cole lida principalmente com a melhoria das condições para mulheres e crianças no Afeganistão. Cole também fez amizade com a cantora Natalie Cole, enquanto ela estava a trabalhar com o Fundação Mundial Afegã.

## Carreira no cinema
Cole fez várias aparições no cinema desde 1994. Em 2007, dirigiu a curta-metragem The Bread Winner. Em 2010, o seu filme The Black Tulip foi seleccionado como a entrada oficial do Afeganistão para o Melhor Filme em Língua Estrangeira no 83º oscar. O filme recebeu o prémio de melhor fotografia no Festival de Cinema de Boston, no Beverly Hills Film Festival, e no Festival de Cinema de Salento.
O filme, que estreou no Ariana Cinema Theater no dia 23 de setembro de 2010 e foi exibido na base da NATO, bem como na Embaixada Americana, e distribuído pela SnagFilms, é sobre uma família em Cabul na abertura de um negócio de restaurante após a queda do regime talibã. O filme recebeu cobertura por parte da imprensa no New York Times, New York Observer, NBC e ABC.